# اجبابرة (تاونات)
اجبابرة هي جماعة قروية مغربية تقع شمال المملكة وتنتمي إلى إقليم تاونات شمالي مدينة فاس 63 كلم. وبلغ عدد سكانها 19.076 نسمة (إحصاء 2004). سميت بهذا الاسم نسبة إلى دوار الجبابرة الذي أصل سكانه عرب من «شراقة». وشراقة هم عرب بادية شمال تلمسان ينحدرون من بني عامر.وسموا بذلك لأنهم في ناحية الشرق من المغرب الأقصى، فأهل تلمسان وأعمالها يسمون أهل المغرب الأقصى مغاربة وأهل المغرب الأقصى يسمون أهل تلمسان وأعمالها مشارقة لكن العامة يلحنون في هذه التسمية فيقولون شراكة بالكاف المعقودة أي على نطق بنو هلال (أو ما يسميه المغاربة: الدارجة العروبية نسبةً إلى عروبي أي أعرابي). وكان شراقة يكونون غالب جند السلطان عبد الله السعدي هم ومن انضم إليهم من بنو سنوس والسجع.
جاءوا معه في القرن 15 واستقروا بضواحي فاس حتى سنة 1666م حيث انتقلوا إلى موقعهم الحالي لحماية فاس من العثمانيين الذين كانوا يحكمون المغرب الأوسط من تلمسان وما شرقها.